# 影山拓也
影山拓也（日语：／ Kageyama Takuya，1997年6月11日—）是日本藝人、偶像、演員。隸屬於經紀公司TOBE 。是偶像團體IMP.的成員並擔任隊長。曾是傑尼斯事務所的小傑尼斯組合IMPACTors的成員兼隊長。愛稱是かげ(Kage)、リーダー(Leader)。出生於東京都。

## 簡歷
看了日劇《偵探學園Q 》（日本電視台系列）而憧憬山田涼介，在小學五年級時自己向傑尼斯事務所寄出履歷 。雖然沒有回音但不放棄地寄了數次，終於在國二那年第一次收到試鏡通知，經過幾次試鏡後於2011年6月19日進入傑尼斯事務所。
雖然常在嵐、NEWS、Kis-My-Ft2等前輩身後伴舞，但20歲那年因為不甘於只是人群中一員的現況，想用「影山拓也」的身分往前邁出一步，所以向工作人員提出「想演出『瀧澤歌舞伎』」的想法，並於2018年的公演首次出場。瀧澤秀明亦委托他擔任小傑尼斯成員的隊長 。
被選為IMPACTors的成員，在2020年10月16日播出的《MUSIC STATION》2小時特別節目中宣布結成。
作為IMPACTors活動約2年半後，和其他六名團員一起於2023年5月25日離開傑尼斯事務所 。
2023年7月14日，宣布和原IMPACTors的6人一起加入TOBE，並以偶像團體IMP.的成員身分展開活動。

## 個人生活
- 在家中排行老二，有一個哥哥和兩個妹妹 。
- 擁有足球和室內五人制足球的經驗，曾在隊伍中擔任副隊長。在TBS《炎の体育会TV（體能爆發中）》的「上田傑尼斯田徑社」單元中通過甄選並被選為第2代成員。
- 尊敬的傑尼斯的前輩有坂本昌行、岡田准一、傑西。
- 喜歡的食物是鹽，家裡收集了很多不同種類的鹽，會根據不同用途使用。
- 和椿泰我、Snow Man的向井康二組成了「桑拿同盟」，三人常一起去桑拿或聚餐。

## 演出作品
僅列出個人演出作品。團體演出作品請參閱小傑尼斯#IMPACTors。

### 電視劇
- 24小時電視特别劇《無言館》 （日本電視台，2022年8月8日）-飾演 日高安典[1]
- Qros(キュロス)の女（東京電視台，2024年10月7日 - 12月9日） -飾演 矢口慶太

### 電視節目
- Smile Stadium NST（2021年1月1日-2023年3月23日， NST新瀉綜合電視台）- 新瀉溫泉 Jr. 單元 [2]

### 電影
- 瀧澤歌舞伎 ZERO 2020 The Movie（2020年12月4日松竹劇場上映） [3]

### 舞台劇
- JOHNNYS' YOU&ME IsLAND (2017年9月6日 - 30日，帝國劇場) [4]
- 瀧澤歌舞伎 2018（2018年6月4日 - 30日，御園座） [5]
- 瀧澤歌舞伎ZERO（2019年2月3日 - 25日，南座／4月10日 - 5月19日，新橋演舞場） [6] [7]
- 虎者 -NINJAPAN-（2019年11月2日 - 10日，Sunshine Theatre／11月15日 - 24日，南座／11月26日 - 27日，御園座／11月30日，上野学園ホール） [8] -飾演 オオワシ[9]
- 虎者 NINJAPAN 2020（2020年10月10日 - 27日，新橋演舞場） [10]
- 春風化雨（2021年1月16日 - 31日，新國立劇場中劇場／2月11日 - 14日，SANKEI HALL BREEZÉ／2月20日 - 21日，東海市藝術劇場大禮堂）-飾演 諾克斯·歐佛斯特(Knox Overstreet)[11]
- 《喜劇名作劇場》恋文屋一葉 有頂天作家（2022年1月15日 - 28日，南座[12]／2月12日 - 15日，新橋演舞場[13] ） [注 1]-飾演 羽生草助[16]
- 波濤を越えて（2022年11月12日 - 22日，南座／11月25日 - 26日，廣島文化學園HBG Hall） -飾演 平知盛[17] [18]

### PV
- KEN☆Tackey
  - 逆轉LOVERS[19]
  - 浮世艷姿櫻[19]

### 註解
1. ↑  関係者のコロナウイルス感染のため1月22日 - 24日の南座公演[14]、および2月1日 - 11日の新橋演舞場公演は中止[15]。

### 資料來源
1. ↑  . ORICON NEWS (oricon ME). 2022-08-12  [2022-08-12]. （原始内容存档于2023-04-04）.
2. ↑  . Johnny's net. ジャニーズ事務所.   [2022-02-26]. （原始内容存档于2022-02-26）.
3. ↑  . movies.shochiku.co.jp.   [2022-02-26]. （原始内容存档于2021-11-17）.
4. ↑  . TVfan CROSS vol.24 (メディアボーイ). 2017-11-15, (TVfan 2017年11月号増刊): 103.
5. ↑  . ステージナタリー. ナターシャ. 2018-04-05  [2022-03-02]. （原始内容存档于2023-04-06）.
6. ↑  . www.shochiku.co.jp.   [2022-02-26]. （原始内容存档于2021-08-31）.
7. ↑  . www.shochiku.co.jp.   [2022-02-26]. （原始内容存档于2021-05-16）.
8. ↑  . www.shochiku.co.jp.   [2022-02-26]. （原始内容存档于2023-05-28）.
9. ↑  . エンタステージ. NANO association. 2019-11-03  [2022-03-02]. （原始内容存档于2022-11-05）.
10. ↑  . ステージナタリー. ナターシャ. 2020-09-16  [2022-03-02]. （原始内容存档于2023-06-05）.
11. ↑  . ステージナタリー. ナターシャ. 2021-01-16  [2022-02-26]. （原始内容存档于2023-05-27）.
12. ↑  . www.shochiku.co.jp.   [2022-02-26]. （原始内容存档于2023-05-29）.
13. ↑  . www.shochiku.co.jp.   [2022-02-26]. （原始内容存档于2023-06-03）.
14. ↑   (PDF). 松竹. 2022-01-21  [2022-03-02]. （原始内容存档 (PDF)于2022-11-25）.
15. ↑   (PDF). 松竹. 2022-02-02  [2022-03-02]. （原始内容存档 (PDF)于2022-12-06）.
16. ↑  . ORICON NEWS. oricon ME. 2021-08-05  [2022-03-02]. （原始内容存档于2023-05-28）.
17. ↑  . ORICON NEWS. oricon ME. 2022-08-16  [2022-08-16]. （原始内容存档于2023-05-29）.
18. ↑  . ORICON NEWS. oricon ME. 2022-11-22  [2023-05-28]. （原始内容存档于2023-05-28）.
19. 1 2  . エイベックス・ポータル - avex portal. 2018-07-01  [2022-02-26]. （原始内容存档于2023-07-16）.